# Tomsaete
Tomsaete eller Tomsæte ("beboere i Tame-dalen")) var en stamme eller klan i angelsaksisk England, der bpede i dalen omkring floden Tame i West Midlands fra omkring år 500 og de forblev i området omkring Tamworth i hele kongeriget Mercias levetid. Stammen blev identificeret som angel-mercianere der kom fra nord, og fulgte floden Trent, og bosatte sig langs Tame.
Et angelsaksisk charter fra 849 beskriver et område ved Cofton Hackett i Lickey Hills syd fo Birmingham som "grænsen mellem Tomsæte og Pencersæte", og et andet charter fra 835 beskriver Humberht som "Princeps over Tomsæte", hvilket tyde rpå at gruppen beholdt sin identitet lang tid efter den blev en del af Mercia. Den angivne grænse mellem Tomsæte og Pencersæte havde ofte jernalder-forter, der fungerede som samlingspunkter for det, som var blevet produceret i området. Som en del af Mercia blev Tomsaete betragte tsom en vigtig tidlig gruppe, der bosatte sig i hjertet af kongeriget.